# Liste der Premierminister Malaysias

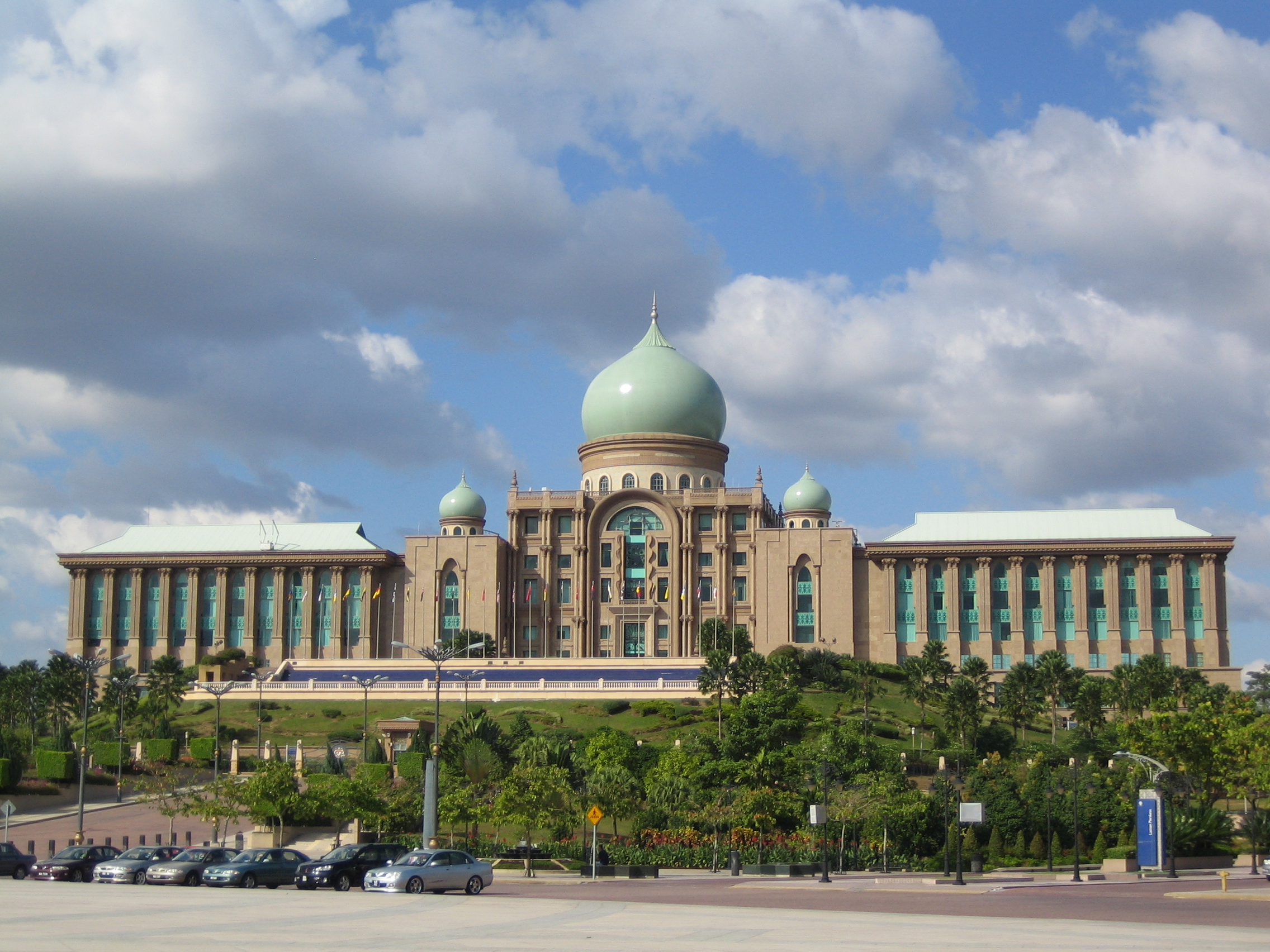
Perdana Putra, offizieller Bürokomplex des Premierministers

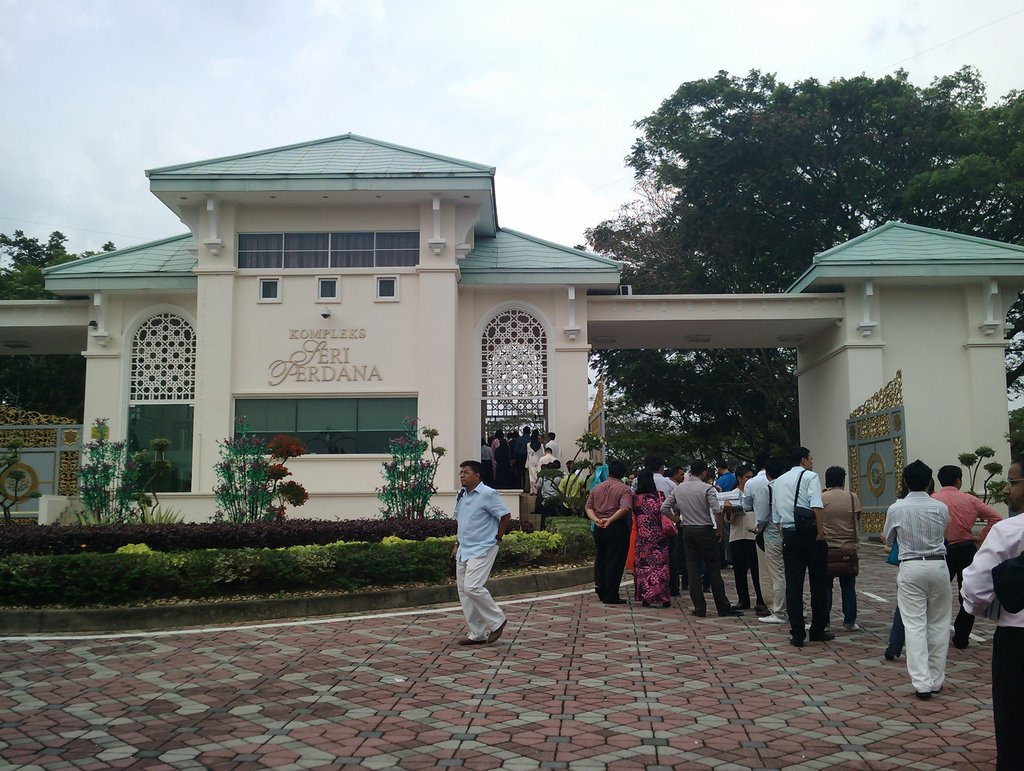
Seri Perdana, offizielle Residenz des Premierministers

Der Premierminister von Malaysia ist der indirekt gewählte Regierungschef von Malaysia. Seit der Unabhängigkeit 1957, kam der Premierminister ohne Ausnahme aus der United Malays National Organisation, der größten politischen Partei Malaysias und Hauptmitglied der Koalition Barisan Nasional. Erst ab 2018 folgte ein Premierminister aus der Malaysian United Indigenous Party.
| Premierminister von Malaysia | Premierminister von Malaysia | Premierminister von Malaysia | Premierminister von Malaysia | Premierminister von Malaysia | Premierminister von Malaysia | Premierminister von Malaysia |
| #                            | Bild                         | Name                         | Lebensdaten                  | Amtsantritt                  | Amtsaustritt                 | Partei                       |
| ---------------------------- | ---------------------------- | ---------------------------- | ---------------------------- | ---------------------------- | ---------------------------- | ---------------------------- |
| 1                            | Abdul Rahman                 | Tunku Abdul Rahman           | 1903–1990                    | 28. August 1957              | 22. September 1970           | UMNO                         |
| 2                            | Abdul Razak                  | Abdul Razak                  | 1922–1976                    | 22. September 1970           | 14. Januar 1976              | UMNO                         |
| 3                            |                              | Hussein Onn                  | 1922–1990                    | 15. Januar 1976              | 16. Juli 1981                | UMNO                         |
| 4                            | Mahathir bin Mohamad         | Mahathir bin Mohamad         | * 1925                       | 16. Juli 1981                | 31. Oktober 2003             | UMNO                         |
| 5                            | Abdullah Ahmad Badawi        | Abdullah Ahmad Badawi        | 1939–2025                    | 31. Oktober 2003             | 3. April 2009                | UMNO                         |
| 6                            | Najib Razak                  | Najib Razak                  | * 1953                       | 3. April 2009                | 10. Mai 2018                 | UMNO                         |
| 7                            | Mahathir bin Mohamad         | Mahathir bin Mohamad         | * 1925                       | 10. Mai 2018                 | 1. März 2020                 | PPBM                         |
| 8                            | Muhyiddin Yassin             | Muhyiddin Yassin             | * 1947                       | 1. März 2020                 | 21. August 2021              | PPBM                         |
| 9                            | Ismail Sabri Yaakob          | Ismail Sabri Yaakob          | * 1960                       | 21. August 2021              | 10. Oktober 2022             | UMNO                         |
| 10                           | Anwar Ibrahim                | Anwar Ibrahim                | * 1947                       | 24. November 2022            | amtierend                    | Pakatan Harapan              |